# Recueil de timbres
Pour les articles homonymes, voir Timbre et Pont Neuf (homonymie).

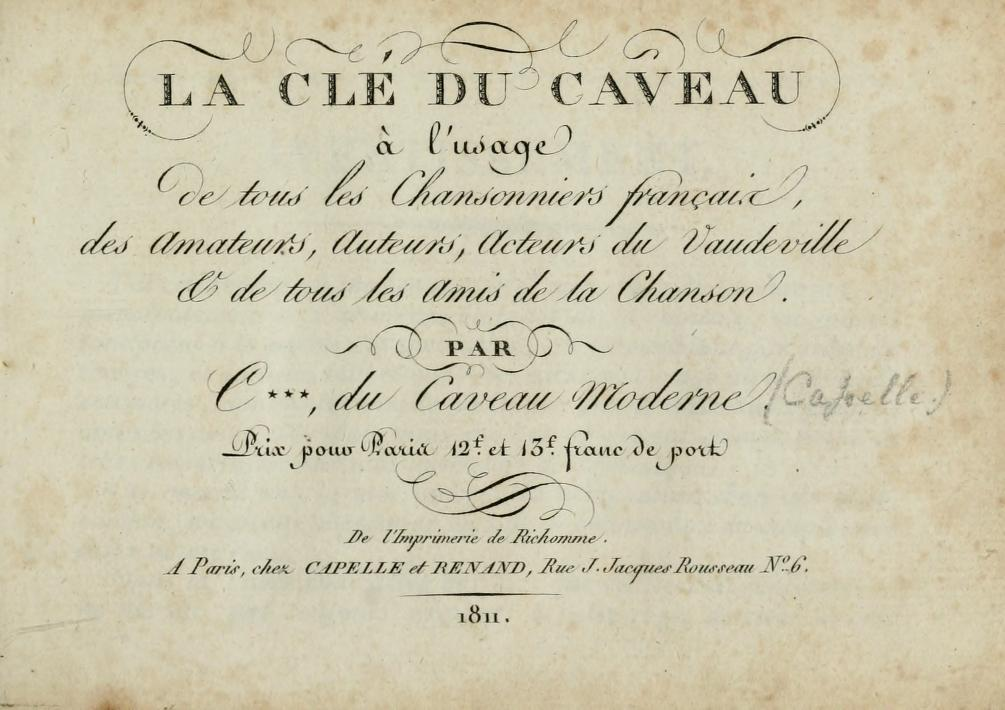
La clé du Caveau 1811.

Un timbre ou pont-neuf désignait au XIXe siècle un motif ou un air connu sur lequel on mettait des paroles au goût du jour pour en faire des chansons, comme c'était l'usage dans les sociétés chantantes et goguettes.
On appelait jadis en France recueil de timbres, un recueil d'airs de musique sur lesquels on pouvait placer des chansons. Cette pratique était autrefois fréquente, notamment dans les goguettes.

## Quatre recueils de timbres

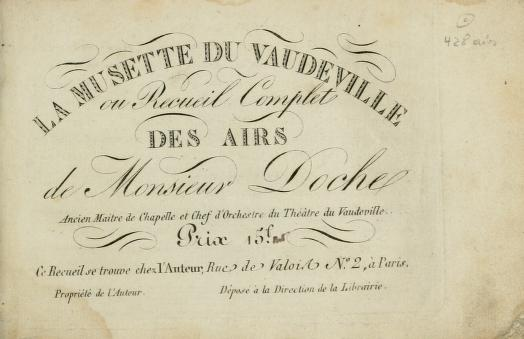
La musette du vaudeville 1822.

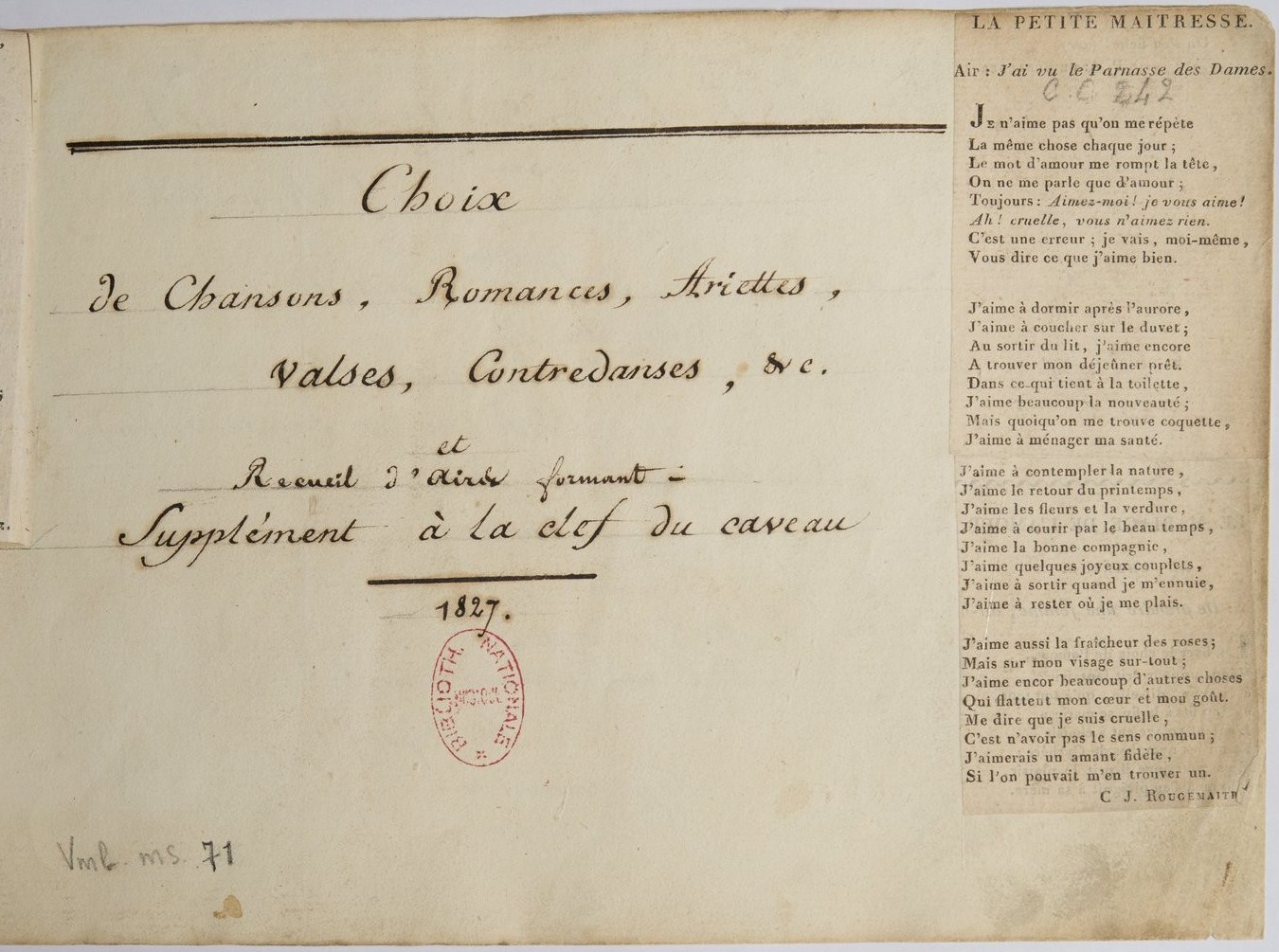
Supplément manuscrit à La clé du Caveau, 1827.

On peut citer trois importants recueils parisiens. L'un a été édité par Pierre Capelle en 1811 : La clé du Caveau, à l'usage de tous les chansonniers français, des amateurs, auteurs, acteurs du vaudeville & de tous les amis de la chanson, l'autre a été publié par Joseph-Denis Doche en 1822 : La musette du vaudeville, ou, Recueil Complet des Airs de Monsieur Doche Ancien Maître de Chapelle et Chef d'Orchestre du Théâtre du Vaudeville.
Dans un Avis de l'auteur en tête de son livre, Doche écrit : 

« Ce recueil contient 428 airs classés par ordre de coupes ; en le publiant je n'ai ambitionné d'autre gloire que celle d'être de quelqu'utilité tant aux personnes qui s'amusent à composer des chansons, qu'à celles qui les chantent ; si j'ai le bonheur d'obtenir leur suffrage, je dois déclarer que c'est aux aimables et spirituelles productions de Messieurs les auteurs que je devrai le succès de mon entreprise ; ce recueil est donc plus leur ouvrage que le mien, et à ce titre, je les prie d'en accepter la dédicace, et de croire à mon éternelle reconnaissance. »

Le troisième recueil de timbres, auxquels sont joints des musiques écrites exprès pour certaines chansons, est le recueil de la Musique des chansons de Béranger, airs notés anciens et modernes. Dixième édition revue par Frédéric Bérat, augmentée de la musique des chansons posthumes, d'airs composés par Béranger, Halévy, Gounod et Laurent de Rillé..., Perrotin éditeur, Paris 18.., in-8°, 344 pages.
Il existe enfin un quatrième recueil de timbres. Datant de 1827, il est manuscrit, présenté comme un supplément à La clé du Caveau et comportant les airs 882 à 1010. Alors que la première édition de La clé du Caveau se termine avec un air portant le numéro 891. 
La clé du Caveau connaît par la suite plusieurs éditions qui sont autant de mises à jour. Ainsi, la quatrième édition, de 1848, contient 2350 airs. Dans cette dernière, Capelle expose une définition :

« On entend par le mot timbre la désignation d'un air quelconque, en citant le premier vers de la chanson ou du couplet qui lui a donné lieu. »

## Les timbres anciens
Dans les timbres servant pour placer des chansons, on trouvait y compris des airs d'opéra, comme l'air de Calpigi de l'opéra de Salieri Tarare (1787), qui fut utilisé au XIXe siècle par le célèbre chansonnier Béranger et dans les goguettes.
Il est arrivé que soient écrites des chansons chantées sur une suite de timbres différents.
En pensant aux airs connus qui servaient de timbres et étaient recueillis sur le Pont Neuf à Paris, où il y avait beaucoup de chanteurs, on a inventé l'expression un pont-neuf. Ce mot passé d'usage avait fini par prendre le même sens que timbre.
Le poète Charles Monselet a écrit un poème drôle, émouvant et nostalgique sur La clé du Caveau.